# Pablo González Reyes
Pablo Ignacio González Reyes (Santiago, 19 de novembro de 1986) é um futebolista chileno que joga como atacante na Universidad Católica.

## Carreira
Mota González começou na Universidad Católica, onde estreou em 2007, mas profissional estreou no Instituto Nacional, onde atuou emprestado pela Universidad Católica.
Em 2007, foi emprestado ao Universidad de Concepción, onde atuou dezesseis vezes e fez um gol. Voltou para Universidad Católica em 2008, onde foi convocado para a Seleção Chilena pelo então treinador Marcelo Bielsa, que o elogiou, dizendo que se ele continuasse jogando bem seria titular da Internazionale. Ficou na Universidad Católica até 2009, sendo emprestado ao Ñublense em 2010. Na temporada 2011 foi emprestado ao O'Higgins. Ainda em 2011, foi novamente emprestado ao Ñublense.
Voltou novamente para Universidad Católica em 2012.

## Estatísticas
Até 26 de fevereiro de 2012.

### Clubes
| Clube                | Temporada         | Campeonato nacional | Campeonato nacional | Copa nacional[a] | Copa nacional[a] | Competições continentais[b] | Competições continentais[b] | Outros torneios[c] | Outros torneios[c] | Total | Total |
| Clube                | Temporada         | Jogos               | Gols                | Jogos            | Gols             | Jogos                       | Gols                        | Jogos              | Gols               | Jogos | Gols  |
| -------------------- | ----------------- | ------------------- | ------------------- | ---------------- | ---------------- | --------------------------- | --------------------------- | ------------------ | ------------------ | ----- | ----- |
| Universidad Católica | 2012              | 0                   | 0                   | 0                | 0                | 0                           | 0                           | —                  | —                  | 0     | 0     |
| Universidad Católica | Total             | 0                   | 0                   | 0                | 0                | 0                           | 0                           | —                  | —                  | 0     | 0     |
| Total na carreira    | Total na carreira | 0                   | 0                   | 0                | 0                | 0                           | 0                           | 0                  | 0                  | 0     | 0     |

- a. ^ Jogos da Copa Chile
- b. ^ Jogos da Copa Libertadores e Copa Sul-Americana
- c. ^ Jogos do Jogo amistoso

## Títulos
Universidad Católica
- Copa Ciudad de Temuco: 2012